# Bobby Hutcherson
Bobby Hutcherson (27. ledna 1941 Los Angeles – 15. srpna 2016 Montara) byl americký jazzový vibrafonista a hráč na marimbu. Svou kariéru zahájil počátkem šedesátých let a už v roce 1963 nahrál s producentem Alfredem Lionem své první album na značce Blue Note Records. Toto album The Kicker však vyšlo až v roce 1999, jeho prvním vydaným albem je tedy Dialogue z roku 1965. V roce 1978 přešel k vydavatelství Columbia Records, odkud později k Landmark Records. Mimo několika desítek vlastních alb hrál i na albech jiných hudebníky; řadí se mezi ně například Jackie McLean, Herbie Hancock, Dexter Gordon, Donald Byrd nebo Kenny Barron. V roce 2010 získal ocenění NEA Jazz Masters.